# Montañas Masherbrum
 Las montañas Masherbrum son una subcordillera del Karakorum, en el distrito Ghanche, Baltistán región del Gilgit-Baltistan provincia en el norte de Pakistán. 

## Geografía
Las montañas Masherbrum se encuentran en el lado sur del glaciar Baltoro. El lado sur de la cordillera, en la cuenca del río Indo, son drenadas por el río Hushe. 
Si bien no son tan famosas como las montañas Baltoro Muztagh, que se encuentra al otro lado del glaciar Baltoro, las montañas Masherbrum contienen algunos de los picos más altos del mundo  (el más alto con 7.821 m). Atraen a escaladores de todo el planeta. 

## Picos seleccionados
La siguiente es una tabla de los picos de las montañas Masherbrum que tienen más de 7,200 metros de altura y tienen más de 500 metros de prominencia topográfica. (Este es un criterio común para que los picos de esta altura sean independientes).
| Montaña             | Altura (m) | Coordenadas                                | Prominencia (m) | Montaña de los padres | Primer ascenso | Ascensiones (intentos) |
| ------------------- | ---------- | ------------------------------------------ | --------------- | --------------------- | -------------- | ---------------------- |
| Masherbrum          | 7.821      | 35°38′24″N 76°18′21″E / 35.64000, 76.30583 | 2,457           | Gasherbrum I          | 1960           | 4 (9)                  |
| Chogolisa           | 7,665      | 35°36′51″N 76°34′45″E / 35.61417, 76.57917 | 1,624           | Masherbrum            | 1975           | 4 (2)                  |
| Baltoro Kangri      | 7,312      | 35°38′21″N 76°40′24″E / 35.63917, 76.67333 | 1,040           | Chogolisa             | 1976           | 1 (0)                  |
| Pico Baltistán (K6) | 7,282      | 35°25′00″N 76°33′03″E / 35.41667, 76.55083 | 1,962           | Chogolisa             | 1970           | 1 (3)                  |

### Otros picos
Otros picos notables incluyen los siguientes en la región de Hushe Valley: 
- Link Sar, 7.041 m
- K7, 6,934 m
- Kapura, 6.544 m
- Drifika, 6.447 m